# 안세이 5개국 조약

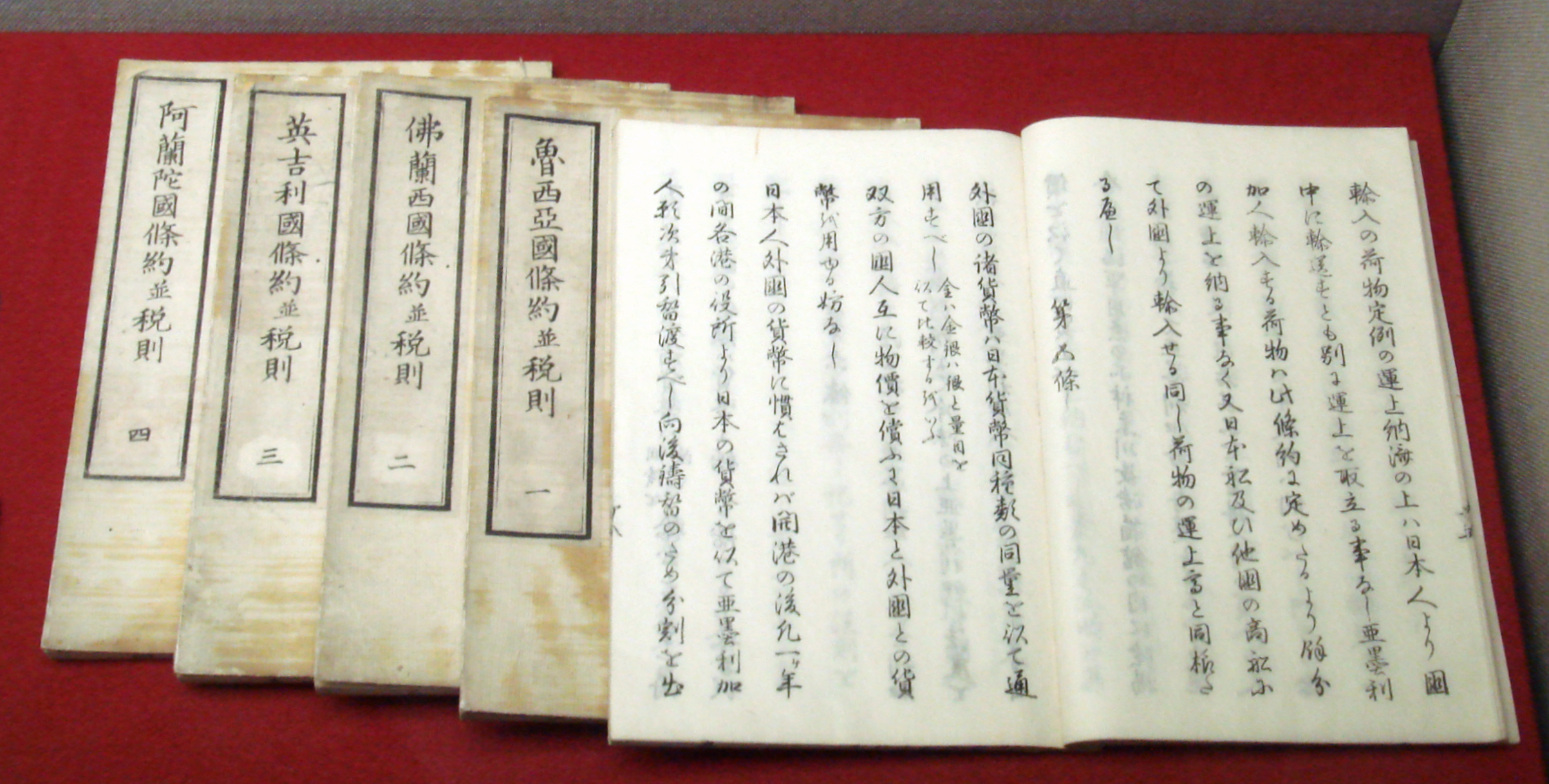
1858년 일본과 네덜란드, 영국, 프랑스, 러시아, 미국과 맺은 통상 조약

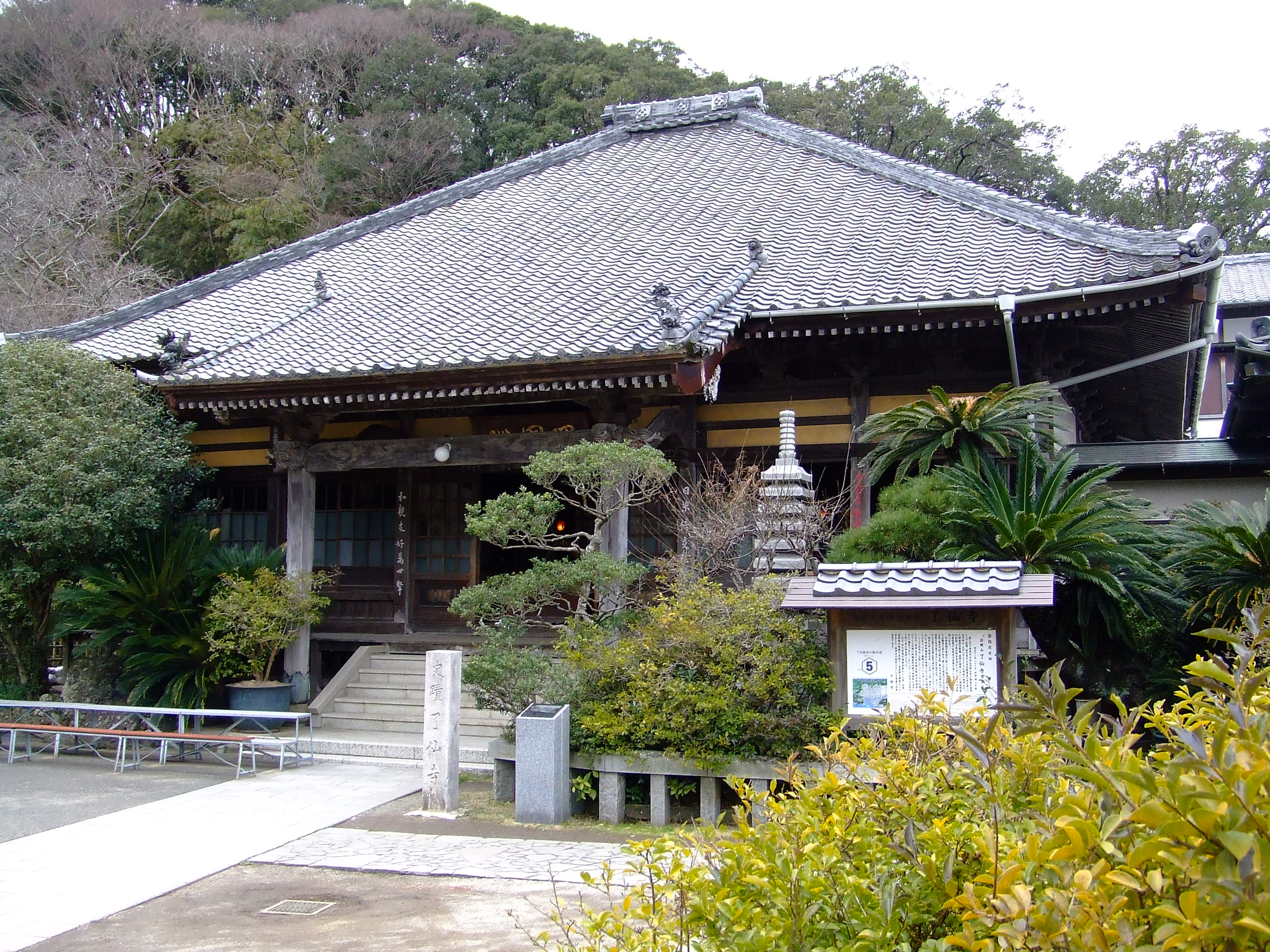
최초의 미국-일본 간의 안세이 조약이 1858년 7월 서명된 료젠지

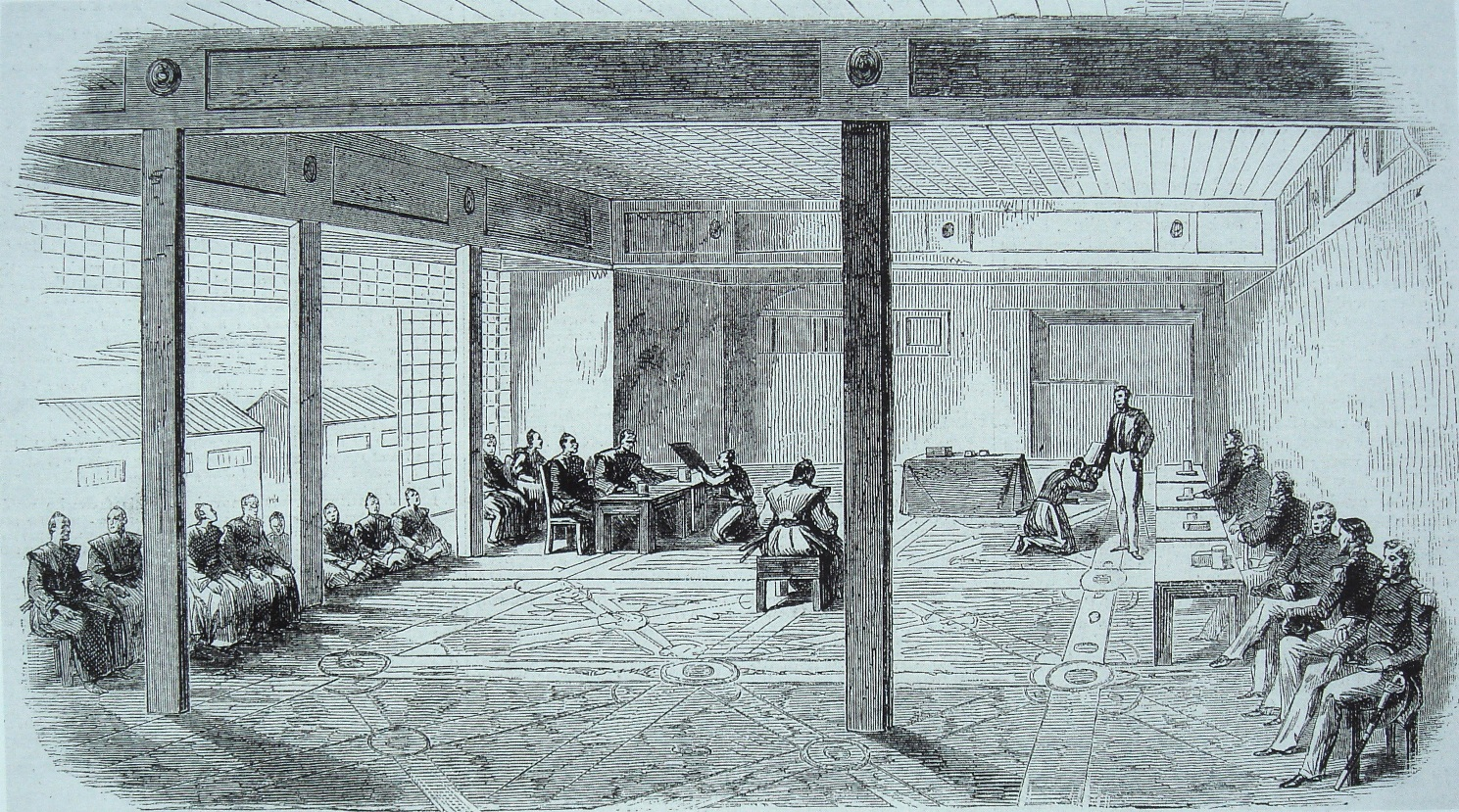
1858년 10월에 에도에서 프랑스와 사이에 서명된 마지막 안세이 조약

안세이 5개국 조약(安政 五個國 條約, 일본어: 安政五カ国条約, 영어: Ansei Five-Power Treaties, 프랑스어: traités Ansei des cinq puissances)은 1858년 에도 막부가 미국, 영국, 프랑스, 러시아, 네덜란드 5개국과 맺은 수호통상조약이다. 천황의 칙허없이 조인되었기 때문에 안세이 임시 조약이라고도 한다.
당시 열강의 외교압력에 의하여, 여러 조약이 체결되었으며 이 조약은 미·일 수호 통상조약 조인한 후 체결하였다. 이 여러 조약은 천황의 칙령이 떨어지지 않은 채로 다이로 이이 나오스케의 독단에 의해 조인된 가조약이었다. 이로 인해 ‘안세이 대옥’, ‘사쿠라다 문 밖의 변’과 같은 일본 내 정치적 내란을 불러왔고, 1865년이 되어서야 드디어 칙허를 받았다. 영사재판권을 허가하여 관세 자주권이 없는 협정관세율 제도를 도입하는 등 내용적으로는 불평등 조약이었다.

## 개요
정식 명칭은 각각 다음과 같다.
- 미일수호통상조약 (1858년 7월 28일)
- 난일수호통상조약 (1858년 8월 18일)
- 러일수호통상조약 (1858년 8월 19일)
- 영일수호통상조약 (1858년 8월 26일)
- 불일수호통상조약 (1858년 10월 9일)

막부는 그 후 1860년에 포르투갈, 1861년에 프로이센과 유사한 협약을 맺었고, 이들 국가에 ‘분큐 유럽 파견 사절’이 파견되었다. 그 이후에는 스위스(1864년), 벨기에(1866년), 이탈리아(1866년), 덴마크(1866년), 또한 메이지 유신 이후에는 스페인(1868년), 스웨덴, 노르웨이(1868년), 오스트리아 - 헝가리(1869년) 등과도 비슷한 조약이 체결되었다.
미일수호통상조약 체결 후 막부는 열강의 외교적 압력에 굴복하여 순차적으로 동등한 조약을 각 열강과 체결했다. 이 협약은 선례를 모방하여 막부 다이로였던 이이 나오스케가 책임을 지고 체결했지만, 양이파의 귀족들이 우세했던 당시 교토 조정은 칙허를 기다리지 않고 체결한 조약은 무효라며 이를 인정하지 않았고 막부와 이이의 ‘독단적 전행’을 강력히 비난했다. 그 결과, 공무(조정과 막부) 사이의 긴장이 급격히 고조되어, 이것이 ‘안세이 대옥’과 ‘사쿠라다 문 밖의 변’ 등의 사건의 계기가 되었다.
조정은 이이가 암살된 후에도 전혀 이러한 조약을 인정하려하지 않았지만, 화가 치민 영국, 프랑스, 네덜란드 연합 3개국 함대가 황도 근처의 효고 앞바다에 내항하여 조약 칙허를 요구하기에 이르렀고, 마침내 굴복하여 게이오 원년 1865년 11월 22일에 조약을 공인했다.

## 불평등 조약
이 조약은 영사재판권을 인정하고, 관세자주권이 없는 등 불평등 조약이었다. 그러나 이 ‘불평등’은 메이지 유신 이후에야 자각할 수 있었으며, 에도 시대 막부 말기에는 큰 문제로 간주되지 않았다.
에도 초기에는 외국인도 일본 법률이 적용되어 있으며, 히라도의 네덜란드 상관들이 사형되었던 예도 있지만 이후 네덜란드인이 범죄를 저지른 경우에는 그 처벌은 네덜란드인 관장에 맡길 수 있게 되었다. 따라서 영사재판권은 막부에게는 오히려 형편이 좋았다. 개국 후 외국인의 범죄를 영사 재판에서 재판한 예로는 모스 사건이나 아이누 인골 도굴 사건이 있지만, 모두 일본 측이 만족할만한 판결이었다.
관세자주권은 아니었지만, 당초 설정된 세율은 톈진조약에 비교하면 타당한 것이었다. 또한 개국 초기에는 압도적으로 일본의 수출이 많은 상태였다. 1863년 요코하마에서 영일 무역은 일본의 수출이 약 1000만 달러, 일본 수입은 400만 달러였다. 앞으로 환산하면 막부의 관세 수입은 1863년에는 200만 달러 정도로, 이것은 연간 공물 수입과 필적했다는 설도 있다. 개국 후 일본의 물가가 치솟았다. 이것은 금은 교환 비율의 시정을 위해 만엔 연간에 ‘코방’(小判)을 발행했기 때문에 1냥의 가치가 기존의 1/3로 떨어졌고, 수출 호조로 생사와 같은 품목의 국내 공급이 줄어들었기 때문이다. 어느 쪽도 관세자주권과는 관계가 없었다. 1866년 개세약서 체결에 따라 수입 관세가 낮춰져 수입이 증가세로 돌아 섰다. 대량생산으로 제조된 저렴한 외국산 면화 제품이 유입되었기 때문에 일본의 수공업에 의한 면화 생산은 큰 타격을 받았다. 그러나 이것도 산업화 사회로 전환되는데 있어서는 피할 수 없는 일이기도 했다.
안세이 조약은 외국에서 봐도 불평등했다. 외교관이 아닌 외국인의 일본 여행은 원칙적으로 금지되어 있었다. 이 때문에 외국 상인이 직접 생사의 원산지에 방문하지 못했고, 여전히 가격 결정권은 일본 상인이 쥐고 있었다. 이것이 비단(생사) 가격의 급등을 초래한 요인이기도 했다.
메이지의 조약 개정에서 개정 내용에 불만을 가진 대외 강경파가 조약 개정안에 반대하기 위해 현행 조약 고수 운동(현재의 조약 규정을 엄격하게 시행함으로써 협상 상대국의 양보를 끌어내려고 하는 운동)을 일으킨 것은 그 불평등성에 주목한 것이었다. 메이지 유신 이후 새 정부의 가장 중요한 과제의 하나로서 조약 개정 협상이 간헐적으로 이루어졌지만, 그 진전은 별로 이루지지 못했다. 조약의 불평등한 부분이 해소된 것은 러일 전쟁 후의 1911년의 일이었다.

## 같이 보기
- 대정봉환
- 사쓰에이 전쟁
- 메이지 유신